# Magyarigen

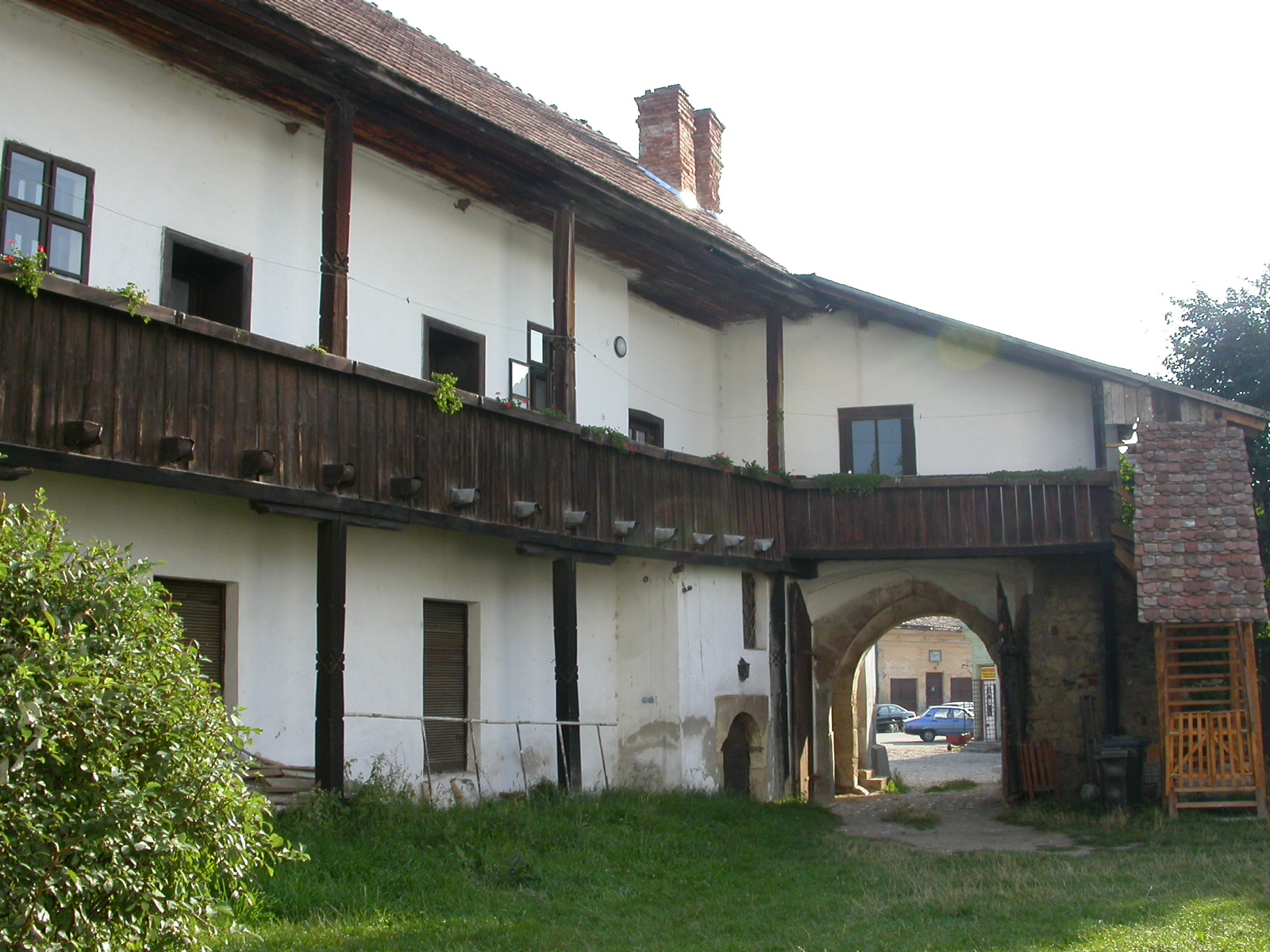
A református parókia

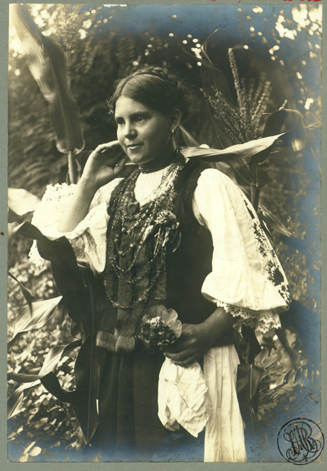
Magyarigeni román női viselet a 20. század elején

Magyarigen (románul: Ighiu, németül: Krapundorf) falu Romániában, Fehér megyében.

## Nevének eredete
Nevét Kiss Lajos az ómagyar Egen ill. Hegun személynévi adatokhoz köti, amely talán az Egon név német Egin v. Egen változatának átvétele. Benkő József a Hyginus névből eredezteti (ld. Szent Hüginosz). Először 1206-ban említik Crapundorph néven, majd 1266-ban mint Yguen és Ygun, 1299-ben mint Igwen és Yguen, 1347-ben mint Igen fordult elő, előtagja pedig először egy 1608-as oklevél 1757-ből származó másolatában (Magjar Igen).

## Fekvése
Gyulafehérvártól 12 km-re északnyugatra, az Erdélyi Hegyalján fekszik.

## Népesség
- 1785-ben 1156 lakosa volt, közülük kb. 10% nemes. Lakosságának vallási és nyelvi megoszlására az egyes felekezetek időben legközelebbi összeírásából következtethetünk: 1766-ban 344 reformátust, 1785-ben 93 ortodox családot, 1790-ben 359 görög és 43 római katolikus lelket számoltak össze.[2]
- 1910-ben 1559 lakosából 1117 volt román, 348 magyar és 88 egyéb, főleg cigány anyanyelvű; 639 ortodox, 575 görögkatolikus, 147 római katolikus, 127 református és 63 zsidó vallású.
- 2002-ben 1244-en lakták, közülük 1124 volt román, 106 cigány és 13 magyar nemzetiségű; 1102 ortodox, 74 pünkösdi, 46 görögkatolikus, 12 római katolikus és nyolc református vallású.

## Története
A rómaiak követ bányásztak határában, ebből a kőből építették Apulumot. A rómaiak jelenlétének emléke a magyarigeni castrum. A legkorábbi erdélyi hospestelepülések egyike volt Krakkó és Romosz mellett, amelyekkel 1206-ban együtt kapott szabadalmakat. 1332–37-ben 217 füsttel írták össze, ezzel a legnagyobb erdélyi települések közé is tartozott. 1347-ben civitas-ként említették. Szász hospes lakói a 14. században a gyulafehérvári püspök jobbágyai lettek. 1587-ben még a szász káptalanhoz tartozott, de 1592 és 1602 között a jezsuiták már az igeni reformátusok között szerveztek missziót. A térítés eredménytelen volt, és Basta zsoldosai 1602-ben kb. negyven hitéhez ragaszkodó igeni reformátust taszítottak a Kecskekő szakadékába. Ekkor már magyar nyelvű protestánsai mellett az 1608-ból feljegyzett Oláh utca román lakosságról is tanúskodik. 1615-től folyamatosan mezővárosként említették. Szombatonként vásárt tartott, piacvámot szedett. Jelentős volt bortermelése.
A város első statútumát 1664-ben szerkesztették és Fehér vármegye 1670-ben fogadta el. Egy hadnagy és egy bíró állt az élén, mindkettőt évente választották. A nemesek hadnagya a nemesek felett ítélkezett, a (“paraszt”) bíró pedig a köznép (kézművesek és jobbágyok) felett. Kincstári uradalmát 1715-től a katolikus püspökség művelte, majd 1751-ben az országgyűlés formálisan is nekik ítélte. Rajtuk kívül jelentősebb birtokosai közé tartozott az Inczédy és a Teleki család. Az 1738-as pestisjárványban 152 lakosa halt meg. Három református temetője volt: polgári, nemesi és papi. 1750-ben 154 háztartással írták össze, közülük 18 volt egytelkes nemes, 53 jobbágy, 77 zsellér és hét szolga. Ugyanekkor 40 távollévő nemes birtokolt határában. 1761-ben 102 ortodox és 30 görögkatolikus román család lakta. 1770-ben nagy része leégett. Köznépe 1784. november 10-én lerombolta a nemesi kúriákat. Római katolikus közössége 1810-ben szerveződött plébániává.
1848-ban a magyarigeni, a celnai és igenpatakai magyarok egy gyengén felfegyverzett, kétszáz fős nemzetőrséget hoztak létre, Kontz Zsigmond vezetésével. Október 9-én az addig a településen állomásozó Max lovasezredet a gyulafehérvári vár védelmére rendelték. 21-én Szász Lajos református esperes tárgyalásokat kezdett a román népfelkelőket képviselő Nicolae Pop görögkatolikus pappal. Szász a fegyverletételt javasolta, de a nemzetőrség vezetői ezt ellenezték. Másnap mégis lefegyverezték a nemzetőrséget, a fegyvereket szekérre rakták és Gyulafehérvár felé indították, de a román felkelők a falu határában lefoglalták és kiosztották őket maguk között. Szász esperes Nicolae Pophoz költözött. 26-án Nicolae Sanduț tribun a magyarigeni magyarokat foglyoknak nyilvánította és a vármegye pincéjébe zárta őket. Weis Károly bányaorvos védelmet kért számukra a gyulafehérvári helyőrségtől, de Trautsch császári ezredes nem méltatta figyelemre a kérést. Másnap, 27-én a román parasztfelkelők 187 magyar férfit végeztek ki a település szélén lévő lóiskolában. Tömegsírjuk a római katolikus templom mögötti telken, a volt római katolikus iskola kertjében található. Tavasszal a bevonuló magyar vadászok harminc helyi románt öltek meg.
A 19. században járásközpont volt. Határában 1873-ban 399 kataszteri hold szőlőt műveltek. 1880-tól működött benne gyógyszertár. Az EMKE 1888-tól magyar leányiskolát tartott fenn, amelyet 1896-ban a magyar állam vett át. Az 1906-os országgyűlési választásokat kerületében az aktivista román politikusnemzedék egyik vezéralakja, Alexandru Vaida-Voevod nyerte. 1920 után jobb módú magyar gazdái nagyrészt Magyarországra költöztek. Eőri István református egyházmegyei gondnok szervezésében 1924-ig református iskola, egy ideig pedig magyar népbank (Hegyaljai Takarékpénztár Rt.) működött benne. 1931-ben elvesztette járásközponti rangját Zalatna javára. 1932-ben református gyülekezete Sárd társegyháza lett. 2010-ben az Erdélyi református egyházkerület legkisebb anyaegyháza volt, tíz lélekkel.

## Látnivalók
- Református temploma a legszebb barokk protestáns templom Erdélyben. A háromhajós, háromszáz férőhelyes épületet 1781 és 83 között emelték, miután a gyülekezet által kicsinek érzett korábbi templomot lebontották. Olasz építészek tervezték. A tágas belső stukkókkal díszített, az erkélyek mellvédje szépen faragott. (A kőfaragókat a helyi kőbánya bőven ellátta alapanyaggal.)  Tornya 1792-ben épült. Szószéke szürke dalmáciai márványból készült, aranyozott akantuszlevelekkel, orgonáját Hán János építette. 15. századi ovális védőfalát 1900 körül elbontották. A kapubástya helyén kétszintes épületet emeltek, melynek földszintjén ma boltok, emeletén pedig a református egyház vendégszobái találhatók.
- A templom melletti református parókia eredetileg 1485-ben épült. 1752-ben Bod Péter építette át csehsüveg- és dongaboltozatokkal. A templomkertben áll Bod Péter síremléke.
- Római katolikus temploma 1810-ben épült.
- Az 1848-as áldozatok sírja felett állított emlékobeliszk a római katolikus templom mögötti telken.

## Híres emberek
- Itt élt és alkotott Bod Péter református lelkész író, irodalomtörténész és itt halt meg 1769. március 2-án, síremléke a templom előtt van.

|  |  |

- Református lelkésze volt 1691 és 95 között Miskolczi Csulyak Gáspár, az első magyar nyelvű állattani mű, az Egy jeles vadkert fordítója.
- Itt született 1863. február 25-én Ajtay-Gecse Sándor magyar jogász, szakíró.